# You Hao
You Hao, född 26 april 1992, är en kinesisk gymnast.

## Karriär
Vid olympiska sommarspelen 2020 tog Hao silver i ringar. Vid världsmästerskapen i artistisk gymnastik 2015 tog han guld i räck. Vid världsmästerskapen i artistisk gymnastik 2023 tog han brons i ringar.